# Бригадирівка (Ізюмська міська громада)
Бригади́рівка —  село в Україні, у Ізюмській міській громаді Ізюмського району Харківської області. Населення становить 443 осіб. До 2020 орган місцевого самоврядування — Бригадирівська сільська рада.

## Географія
Село Бригадирівка знаходиться біля витоків річки Сухий Ізюмець за 12 км від районного центру, нижче за течією розташоване село Бабенкове. На річці кілька загат.

## Історія
Село вперше згадується 1779 році, як хутір Капністов чи хутір Ізюмець.

### Припущення щодо назви
Достовірних фактів, пов’язаних із назвою села, на жаль, не збереглося, але серед старожилів побутує легенда, начебто їхав пан, на прізвище Бригадиров, бричкою через греблю, а віз перекинувся у воду, й панич утопився. Кажуть, так і прозвали відтоді село Бригадирівкою. Існують і авторитетні припущення істориків. У Росії у XVIII столітті словом "бригадир" називався військовий чин. Очевидно, ці землі у давнину належали якомусь воєначальникові.

### Новітня історія села
Пам'ятників старовини не збереглося, але старожили ще пам'ятають стареньку дерев'яну церкву. У 1932 році приїхав якийсь чиновник (прізвища його не пам'ятають), зібрав чоловіків і дав завдання розібрати церкву. Будівлю розібрали, перевезли волами в центр села і побудували з того матеріалу клуб, а пізніше обіклали його цеглою. Той клуб діє і по сьогодні.
Бригадирівка є центром сільської ради, до складу якої входять Бабенкове, Липчанівка, Федорівка, а до 1967 року були підпорядковані ще Вільне, Водорезівка, Тернівка, Забаштівка та Червоний Хлібороб (останніх трьох сьогодні не існує).
24 червня 1942 року село було окуповане під час Другої світової війни, а 8 лютого 1943 року село звільнили вояки 686-го та 48-го стрілецького полку, 723-го авіаційного полку та 13-ї гаубичної бригади радянських військ.
1953 року загиблим у війні бригадирівцям поставили пам'ятник (скульптори О. Супрун та А. Білостоцький), а 1970 року на пам'ятнику було встановлено мармурову меморіальну дошку з прізвищами полеглих у боях за село воїнів. 23 листопада 1969 року за рішенням парткому та правління колгоспу «Прапор комунізму» підписано протокол щодо побудови меморіальної стели на честь полеглих на фронтах війни. Було увічнено пам'ять про 222 чоловік. На стелі вирізьблено барельєф, на якому зображено Героя Радянського Союзу Микиту Васильовича Гомоненка.
У післявоєнні роки у селі було створено колгосп «Всесвітній Жовтень», який мав 2221 га земельних угідь, займався вирощуванням зернових культур та буряків. У селі працював млин, механічні майстерні. У селі є загальноосвітня школа І-ІІ ступенів, бібліотека.
12 червня 2020 року, розпорядженням Кабінету Міністрів України № 725-р «Про визначення адміністративних центрів та затвердження територій територіальних громад Харківської області», увійшло до складу Ізюмської міської громади.
19 липня 2020 року, в результаті адміністративно-територіальної реформи та ліквідації Ізюмського району (1923—2020), село увійшло до складу новоутвореного Ізюмського району.
22 червня 2023 року рішенням №230 Національної комісії зі стандартів державної мови віднесено до списку населених пунктів, які «можуть не відповідати лексичним нормам української мови», зокрема стосуватися «російської імперської чи колоніальної політики». Громаді рекомендовано обґрунтувати доцільність збереження поточної назви або запропонувати нову назву в установленому законодавством порядку.

## Населення
Згідно з переписом УРСР 1989 року чисельність наявного населення села становила 417 осіб, з яких 185 чоловіків та 232 жінки.
За переписом населення України 2001 року в селі мешкало 447 осіб.

### Мова
Розподіл населення за рідною мовою за даними перепису 2001 року:
| Мова       | Відсоток |
| ---------- | -------- |
| українська | 94,58 %  |
| російська  | 4,51 %   |
| молдовська | 0,23 %   |
| інші       | 0,68 %   |

## Економіка
- Молочно-товарна ферма.

## Об'єкти соціальної сфери
- Школа.

## Відомі люди
- Гомоненко Микита Васильович (1914—1941) — Герой Радянського Союзу.
- Меркулов Анатолій Всеволодович (нар. 1934) — український радянський партійний діяч. Депутат Верховної Ради УРСР 10—11-го скликань. Кандидат у члени ЦК КПУ в 1976—1986 р. Член ЦК КПУ в 1986—1990 р. Кандидат економічних наук.